# Matt Barela
Matthew Ramón Barela (nascido em 12 de março de 1974) é um lutador americano de wrestling profissional. Ele é mais conhecido por trabalhar para a Total Nonstop Action Wrestling (TNA), onde, sob o nome no ringue Anarquia, ele era um membro do grupo Mexican America com Rosita, Sarita e Hernandez.
Estreou na promoção Ohio Valley Wrestling em 1999, onde foi eventualmente Campeão Sulista de Duplas juntamente com Raúl Loco, que ficaram conhecidos como "Los Locos". Eles ganharam o título pela primeira vez em 27 de fevereiro de 2008, permanecendo com os títulos por 77 dias. Ganharam novamente o Campeãonato Sulista de Duplas em 7 de abril de 2012, permanecendo apenas quatro dias com o título. Em 18 de julho de 2009, tornou-se Campeão Peso-Pesado da OVW sob o nome de "Low Rider", permanecendo com o título por 172 dias. Barela reconquistou o título em 31 de julho de 2010, desta vez permanecendo 161 dias com o título.
Fez sua estreia na TNA em 13 de março de 2011, logo formando o grupo Mexican America com Rosita, Sarita e Hernandez. "Anarquia", como ficou conhecido na TNA, juntamente com Hernandez ganharam o TNA World Tag Team Championship no Impact Wrestling de 9 de agosto de 2011, quando derrotaram os até então James Storm e Robert Roode. Eles manteriam o título por 97 dias, os perdendo para Crimson e Matt Morgan em 14 de novembro de 2011.
Em 27 de abril de 2012, o perfil de Anarquia foi removido do site oficial da TNA. Sua saída da promoção foi confirmada quatro dias depois, pondo um fim no grupo Mexican America.

## No wrestling
- Gerentes
  - Sarita[6]
  - Rosita[6]
- Temas de entrada
  - "5150" by F.I.L.T.H.E.E. / Brickman Raw[7] (TNA; Usado enquanto parte da Mexican America)
  - "Stand Up" por F.I.L.T.H.E.E. / Brickman Raw[8] (TNA; Used while a part of Mexican America)

## Campeonatos e realizações
- Ohio Valley Wrestling
  - OVW Heavyweight Championship (2 vezes)
  - OVW Southern Tag Team Championship (2 vezes) – com Raúl Loco/LaMotta
- Pro Wrestling Illustrated
  - PWI classificou-o na posição #167 dos 500 melhores lutadores individuais na PWI 500 em 2011[9]
- Total Nonstop Action Wrestling
  - TNA World Tag Team Championship (1 vez) – com  Hernandez[10]